# Tipp City
Tipp City is een plaats (city) in de Amerikaanse staat Ohio, en valt bestuurlijk gezien onder Miami County.

## Demografie
Bij de volkstelling in 2000 werd het aantal inwoners vastgesteld op 9221.
In 2006 is het aantal inwoners door het United States Census Bureau geschat op 9360, een stijging van 139 (1.5%).

## Geografie
Volgens het United States Census Bureau beslaat de plaats een oppervlakte van
16,1 km², waarvan 16,0 km² land en 0,1 km² water. Tipp City ligt op ongeveer 287 m boven zeeniveau.

## Plaatsen in de nabije omgeving
De onderstaande figuur toont nabijgelegen plaatsen in een straal van 16 km rond Tipp City.